# Жизнь Моисея
«Жизнь Моисея» (англ. The Life of Moses) — американский драматический фильм Джеймса Стюарта Блэктона
Фильм показывает преследование израильтян египтянами.

## В ролях
| Актёр         | Роль |
| ------------- | ---- |
| Пэт Хэртиган  |      |
| Джулия Артур  |      |
| Уильям Хамфри |      |
| Чарльз Кент   |      |
| Эдит Стори    |      |